# Ben Mottelson
Ben Roy Mottelson, all'anagrafe Benjamin Roy Mottelson (Chicago, 9 luglio 1926 – Copenaghen, 13 maggio 2022), è stato un fisico statunitense naturalizzato danese, vincitore, insieme a Aage Niels Bohr e James Rainwater, del premio Nobel per la fisica nel 1975, per «la scoperta del collegamento tra moto collettivo e moto delle particelle nei nuclei atomici e lo sviluppo della teoria della struttura del nuclei atomici basato su questo collegamento»..

## Biografia

### Istruzione
Mottelson nacque a Chicago e conseguì il diploma alla Lyons Township High School di La Grange (Illinois). Si laureò alla Purdue University di West Lafayette (Indiana), nel 1947, e completò gli studi di dottorato in fisica nucleare ad Harvard (1950).

### Carriera accademica
Si trasferì all'Istituto di fisica nucleare (oggi Niels Bohr Institutet) di Copenaghen, in Danimarca. Restò nella capitale danese e nel 1957 diviene professore presso il Nordisk Institut for Teoretisk (Atom)fysik (Nordita), Istituto nordico per la fisica teorica,  fondato nello stesso anno. Nel 1971 divenne naturalizzato cittadino danese.
Mottelson fu membro del Board of Sponsors del Bulletin of the Atomic Scientists.